# Thomana saß annoch betrübt
Thomana saß annoch betrübt (in tedesco, "Il coro di san Tommaso giaceva ancora afflitto") BWV Anh 19 è una cantata di Johann Sebastian Bach.

## Storia
Poco si sa di questa cantata. Venne composta per festeggiare l'ingresso di Johann August Ernesti come nuovo rettore della Thomasschule di Lipsia. Il testo, suddiviso in cinque movimenti, è di Johann August Landvoigt. La musica è andata interamente perduta.